# Sint-Martinuskerk (Houthalen)

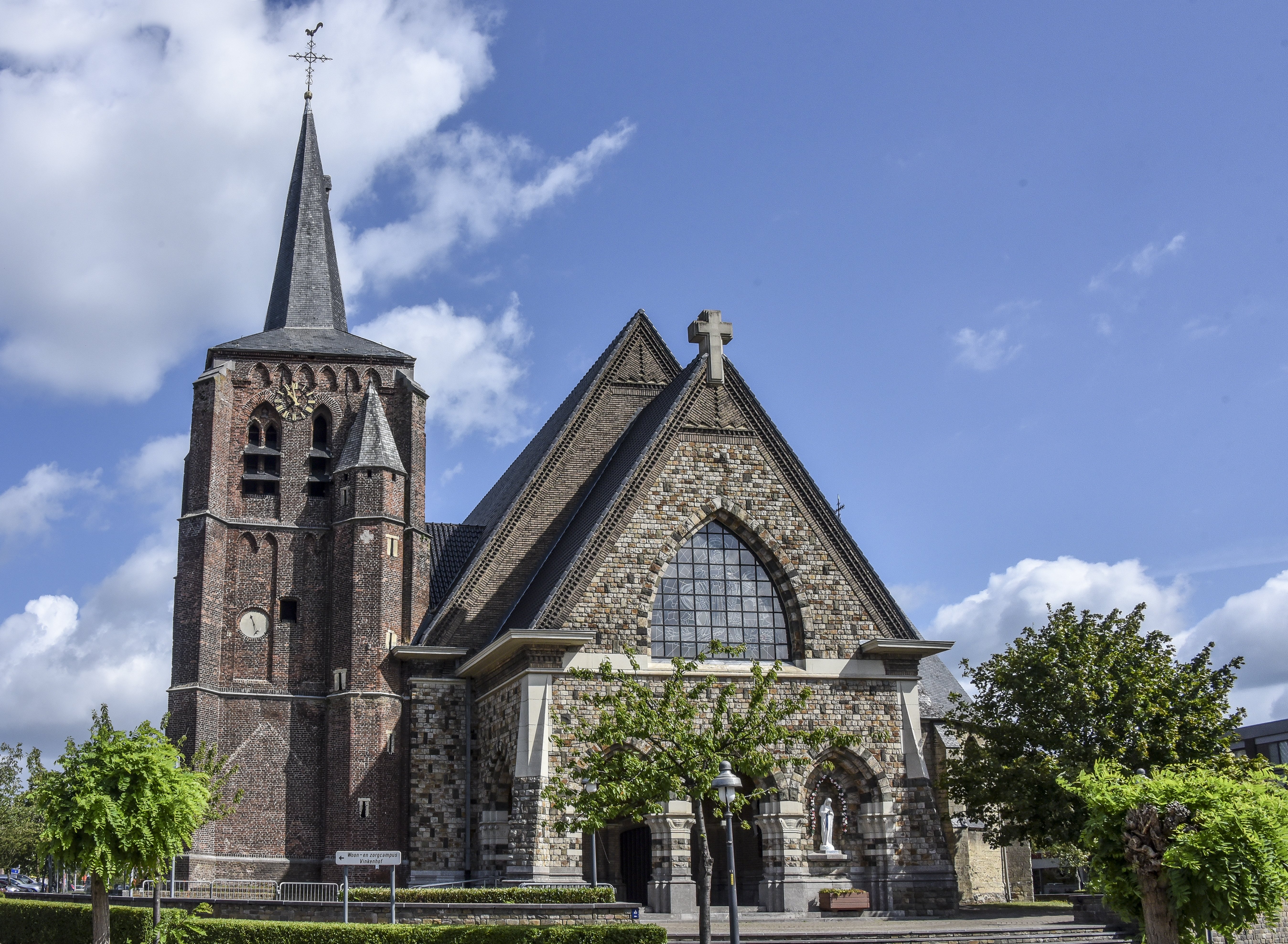
Sint-Martinuskerk

De Sint-Martinuskerk is de parochiekerk van Houthalen, aan het Sint-Martinusplein, in de Belgische gemeente Houthalen-Helchteren.

## Geschiedenis
De kerk werd voor het eerst vermeld in 1223, maar de parochie is waarschijnlijk ouder. Oorspronkelijk stond hier een romaanse kerk, maar begin 15e eeuw begon men met de bouw van een nieuwe, gotische, kerk. Het koor werd in 1437 opgericht, getuige de inscriptie: int iaer ons heren MCCCCXXXVII waert desen coer ghefondeert. Omstreeks 1500 werd de toren gebouwd. Het is niet bekend of het schip omstreeks 1437, dan wel omstreeks 1500 tot stand kwam. Al deze onderdelen zijn vervaardigd in Maaskeien en mergel.
Begin 17e eeuw, tijdens de godsdiensttwisten, geraakte de kerk in verval, en ook in de 18e eeuw vond geen noemenswaardig herstel plaats, want de gemeente was arm en regelmatig had men te duchten van plunderende troepen. Pas na 1727 werd het herstel ter hand genomen. Onder meer de abt Charles Dartevelle (1737-1756) van de Abdij van Floreffe heeft hieraan bijgedragen. Ook in 1787 werden belangrijke werkzaamheden uitgevoerd: De toren werd hersteld en de zijbeuken werden herbouwd, waardoor de kerk een classicistische aanblik kreeg.
Eind 19e eeuw en begin 20e eeuw werden diverse werkzaamheden uitgevoerd, en in 1925 ontstonden de eerste plannen voor vergroting van de kerk. De bevolkingstoename ten gevolge van de opening van de steenkoolmijnen was daar niet vreemd aan. In 1935 werden toren en koor van de kerk geklasseerd als monument. Uiteindelijk begon men in 1938 aan de werkzaamheden. Het schip werd gesloopt en men startte tussen koor en toren met de bouw van een nieuw schip, loodrecht op dat van de oorspronkelijke kerk. Het ontwerp was van Joseph Deré en het gebouw werd vervaardigd uit Weisserstein, afgewisseld met groenachtige Gileppezandsteen, met aan de binnenkant baksteen. De gewelven werden uitgevoerd in gewapend beton, maar om de gevolgen van mijnverzakkingen tegen te gaan moest de bewapening in 1953 verder worden verstevigd. De kerk was overigens één der eerste in de wijde omgeving waarin een dergelijk materiaal werd toegepast.

## Interieur
In de kerk zijn een aantal voorwerpen uit de oude kerk opgenomen:
- De doopkapel, onder het kruisribgewelf van de toren, bezit een laat-18e eeuw portiekaltaar en een blauw, arduinen wijwatervat uit 1560
- In het oude koor bevindt zich een barokaltaar met een 17e eeuw paneel: De aanbidding der herders
- Verder bezit de kerk een aantal houten heiligenbeelden van Blasius, Sint-Anna-te-Drieën, Sebastiaan, Rochus, Ambrosius en Christus aan het Kruis, van omstreeks 1530
- De preekstoel is van 1687

Naast dit alles zijn er ook voor de nieuwe kerk tal van kunstvoorwerpen vervaardigd, zoals de Kruiswegstaties door François Kieckens. De glas-in-loodramen in art-deco-stijl werden gemaakt door Frans Crickx.